# منتخب جامايكا لكرة الطائرة للسيدات
منتخب جامايكا لكرة الطائرة للسيدات (بالإنجليزية: Jamaica women's national volleyball team)‏ هو ممثل جامايكا الرسمي في المنافسات الدولية في كرة طائرة للسيدات.